# 周俊 (举重运动员)
周俊（1995年2月27日—）是一位中国举重运动员，出生于湖北省秭归县。2004年6月入选秭归县体校，2005年由县体校选送到宜昌市体校，2009年入选湖北省举重队。
2010年4月8日，她代表中国国家队参加在吉尔吉斯斯坦举行的亚洲青年举重锦标赛中夺得女子组53公斤级抓举、挺举、总成绩三块金牌。2012年4月26日至30日，周俊代表中国参加了在韩国举行的亚洲女子举重锦标赛女子58公斤级比赛，以抓举95公斤、挺举125公斤、总成绩220公斤分别获得抓、挺、总三项第三名。
2012年7月，周俊代表中国出战在英国伦敦举行的奥林匹克运动会举重比賽女子53公斤级賽事，这被媒体称为最大冷门之一，是有史以来秭归籍运动员第一次参加奥运会比赛项目，周俊也成为秭归人参加奥运会比赛第一人。7月29日，周俊在53公斤级抓举比赛中连续3次失败，提前退赛，成为中国女子举重队在奥运会历史上首位未获得任何成绩的运动员。